# 스포르티보 루케뇨
스포르티보 루케뇨(Sportivo Luqueño)는 파라과이 루케를 연고로 하는 축구 클럽이다. 1921년 5월 1일에 창단되었다. 현재는 파라과이 프리메라 디비시온에 참가하고 있다.

## 선수 명단

### 현역
참고: FIFA 자격 규정에 따라 소속된 국가대표팀 국기를 표시합니다. 선수는 복수의 FIFA 비회원국 국적을 가지고 있을 수 있습니다.
| 번호 | 포지션 | 국적 | 이름               |
| ---- | ------ | ---- | ------------------ |
| 16   | MF     |      | 루벤 다리오 리오스 |

| 번호 | 포지션 | 국적     | 이름                 |
| ---- | ------ | -------- | -------------------- |
| 21   | FW     |          | 펠리페 파사도레      |
| 23   | DF     | 파라과이 | 파블로 세사르 아길라 |

## 역대 감독
| 감독          | 임기 |
| ------------- | ---- |
| 호세 카르도소 | 2013 |

틀:스포르티보 루케뇨 선수 명단